# Neubiberg
Neubiberg è un comune tedesco di 13 702 abitanti, situato nel 
Circondario di Monaco di Baviera nel land della Baviera. È un sobborgo meridionale di Monaco di Baviera.
Ha ospitato una base aerea della Luftwaffe durante la seconda guerra mondiale e in seguito una scuola per ufficiali dell'aeronautica militare tedesca.